# Борци за независност Латинске Америке
Ово је чланак о историјским личностима. За јужноамеричко фудбалско такмичење погледајте Куп Либертадорес.
Либертадорес (шп. Libertadores, „ослободиоци“) је назив за вође борбе за независност Латинске Америке од Шпаније и Португалије. Овај назив је супротност конкистадорима, који су до тад били једини Шпанци и Португалци који су забележени у јужноамеричкој историји.
Углавном се радило о буржоаским креолима (локално становништво европског, обично шпанског или португалског порекла), који су били под утицајем либерализма, и најчешће војничког образовања у метрополи (матичној држави).
По историчарима попут Фелипеа Пигне, међу најзначајнијим ослободиоцима су:
- Симон Боливар
- Хосе де Сан Мартин
- Хосе Хервасио Артигас
- Антонио Хосе де Сукре
- Бернардо О'Хигинс
- Франсиско Миранда

## Списак ослободилаца
| Портрет | Име (рођен - умро)                 | Учешће                       | Допринео независности                                    | Референце     |
| ------- | ---------------------------------- | ---------------------------- | -------------------------------------------------------- | ------------- |
|         | Симон Боливар (1783-1830)          | Задивљујући поход            | Колумбије, Панаме, Венецуеле, Еквадора, Перуа и Боливије | [ 2 ]         |
|         | Хосе де Сан Мартин (1778-1850)     | Прелазак Анда                | Аргентине, Чилеа и Перуа                                 | [ 3 ]         |
|         | Рамон Кастиља (1797-1867)          | Перуански рат за независност | Перуа                                                    | [ 4 ]         |
|         | Андрес де Санта Круз (1764-1850)   | Битка код Пинчинча           | Боливије и Перуа                                         | [ 4 ]         |
|         | Хосе Хервасио Артигас (1764-1850)  |                              | Уругваја                                                 | [ 4 ]         |
|         | Мануел Белграно (1770-1820)        |                              | Парагваја, Аргентине и Боливије                          | [ 5 ]         |
|         | Томас Кокрејн (1775-1860)          |                              | Бразила, Чилеа                                           | [ 6 ]         |
|         | Мигел Идалго и Костиља (1753-1811) | Поклич из Долореса           | Мексика                                                  | [ 7 ]         |
|         | Агустин де Итурбиде (1783-1824)    |                              | Мексика                                                  | [ 6 ]         |
|         | Франсиско Миранда (1750-1816)      |                              | Венецуеле                                                | [ 8 ]         |
|         | Хосе Марија Морелос (1765-1815)    |                              | Мексика                                                  | [ 9 ]         |
|         | Маријано Морено (1778-1811)        |                              | Аргентине                                                | [ 10 ]        |
|         | Бернардо О'Хигинс (1778-1842)      |                              | Чилеа и Перуа                                            | [ 11 ] [ 12 ] |
|         | Педро I од Бразила (1798-1834)     |                              | Бразила                                                  | [ 13 ]        |
|         | Антонио Хосе де Сукре (1795-1830)  |                              | Боливије, Перуа, Еквадора и Венецуеле                    | [ 14 ]        |

## Завештање
Заставе Венецуеле, Колумбије и Еквадора прате дизајн Франсиска Миранде из 1806. Такође, Боливија је добила име по Боливару, који је био председник Колумбије, Боливије, и двапут председник Венецуеле. Сан Мартин је служио као „председник протектор“ Перуа.
Назив „либертадорес“ се широм Јужне Америке користи као име за разне ствари од градова и места, преко институција до спортских клубова. Најпрестижније међународно фудбалско такмичење у Јужној Америци се у њихову част зове Куп Либертадорес.